# تیلا
تیلا یکی از شهرهای استان صنعا در کشور یمن است که در سرشماری سال ۲۰۰۵ میلادی، ۱۶٫۲۶۲ نفر جمعیت داشته‌است.